# Coupe du Danemark de football 2019-2020
Navigation
Édition précédente Édition suivante
La coupe du Danemark de football 2019-2020 est la 66e édition de la coupe du Danemark de football, organisée par la Fédération danoise de football. Elle prend place du 6 août 2019 au 1er juillet 2020. Elle voit SønderjyskE remporter la compétition pour la première fois de son histoire.

## Format
88 équipes participent au premier tour, venant de tous les niveaux de compétition, et séparés en deux groupes. Six équipes supplémentaires se joindront au deuxième tour, tandis que les six meilleures équipes de la Superliga danoise 2018-2019 entreront au troisième tour.

### Quarts de finale
| Date et lieu                     | Équipe 1        | Score                  | Équipe 2           | Affluence |
| -------------------------------- | --------------- | ---------------------- | ------------------ | --------- |
| 3 mars 2020 Blue Water Arena     | Esbjerg fB (D1) | 1 - 4                  | (D1) AGF Aarhus    | 3,134     |
| 4 mars 2020 Kolding Stadium      | Aalborg BK (D1) | 2 - 0                  | (D1) FC Copenhague | 7,739     |
| 5 mars 2020 Cepheus Park Randers | Randers FC (D1) | 1-2                    | (D1) SønderjyskE   | 1,919     |
| 5 mars 2020 Casa Arena           | AC Horsens (D1) | 1 - 1 8 - 7 (t. a. b.) | (D1) Silkeborg IF  | 1,161     |

### Demi-finales
| Date et lieu                   | Équipe 1         | Score | Équipe 2        | Affluence |
| ------------------------------ | ---------------- | ----- | --------------- | --------- |
| 10 juin 2020 Sydbank Park      | SønderjyskE (D1) | 2 - 1 | (D1) AC Horsens | 270       |
| 10 juin 2020 Energi Nord Arena | Aalborg BK (D1)  | 3 - 2 | (D1) AGF Aarhus | 280       |

### Finale
| Date et lieu                                 | Équipe 1         | Score | Équipe 2        | Affluence |
| -------------------------------------------- | ---------------- | ----- | --------------- | --------- |
| 1er juillet 2020 Blue Water Arena (Danemark) | SønderjyskE (D1) | 2 - 0 | (D1) Aalborg BK | 1, 750    |